# Conus pealii
Conus pealii é uma espécie de gastrópode do gênero Conus, pertencente à família Conidae.